# Emmanuel Tois
Emmanuel Tois (ur. 28 września 1965 w Le Petit-Quevilly) – francuski duchowny katolicki, biskup pomocniczy Paryża od 2023. 

## Życiorys

### Prezbiterat
Święcenia kapłańskie otrzymał 30 czerwca 2012 i został inkardynowany do archidiecezji paryskiej. Pracował przede wszystkim jako duszpasterz paryskich parafii, był też m.in. kapelanem stowarzyszenia prawników i sędziów katolickich (2014–2021) oraz dziekanem dekanatu Alésia-Plaisence (2018–2021). W 2021 mianowany wikariuszem generalnym archidiecezji.

### Episkopat
17 października 2023 papież Franciszek mianował go biskupem pomocniczym archidiecezji paryskiej, ze stolicą tytularną Vertara. 17 listopada 2023 otrzymał święcenia biskupie w kościele św. Sulpicjusza w Paryżu. Głównym konsekratorem był Laurent Urlich, arcybiskup metropolita paryski. Jako dewizę biskupią przyjął słowa pochodzące z  Pierwszego Listu Piotra Rendre raison de l’espérance (1 P 3,15). 